# Megachile australis
Megachile australis är en biart som beskrevs av Lucas 1876. Megachile australis ingår i släktet tapetserarbin, och familjen buksamlarbin. Inga underarter finns listade i Catalogue of Life.